# Jarosław Kałuża
Jarosław Adam Kałuża (ur. 1964 w Chorzowie) – redaktor i kolporter wydawnictw drugiego obiegu, szyper, inicjator lokalnych wydarzeń kulturalnych.
W czasach studiów na Uniwersytecie Jagiellońskim w latach 1985–1989 należał do podziemnych struktur Niezależnego Zrzeszenia Studentów. Zaangażował się w redagowanie podziemnych czasopism „Przegląd Akademicki” oraz „Słowo”. Zajmował się kolportowaniem wydawnictw drugoobiegowych. Był uczestnikiem manifestacji oraz akcji rozklejania plakatów oraz malowania napisów na murach. Brał udział w redagowaniu biuletynów strajkowych w czasie strajku w Hucie im. Lenina w Krakowie – Nowej Hucie (26 kwietnia – 5 maja 1988 r.), a także podczas strajków w śląskich kopalniach (w lecie 1988 r.). Za swoją działalność w okresie PRL-u w 2021 r. został odznaczony Krzyżem Wolności i Solidarności oraz Krzyżem Kawalerskim Orderu Odrodzenia Polski.
Mieszka w Krakowie, gdzie znany jest przede wszystkim jako propagator tradycji flisackich i organizator odbywającego się corocznie Królewskiego Flisu Na Wiśle. Główny pomysłodawca Roku Rzeki Wisły (2017). Laureat Orderu Rzeki Wisły (2017).
Współautor (z Rafałem Łapińskim) książki Słownik flisacki i dodatki przydatne w łapance.